# 1939년 미국 야구 명예의 전당 투표
다음은 1939년에 있었던 미국 야구 명예의 전당의 헌액자를 선정하기 위한 투표의 결과이다.

## 미국야구기자협회 투표
총 274장의 투표 용지가 집계되었으며, 108명의 후보에게 2,710표가 던져졌다. 이는 각 투표지마다 평균 9.89표가 던져졌음을 의미한다. 명예의 전당에 헌액되기 위해서는 206표 이상의 득표가 필요했다. 루 게릭은 기존 헌액자들이 후보로 올려지는 경우와 크게 다르게, 1939년 시즌이 종료된 뒤 곧바로 명예의 전당에 입성하였다.
|  | 이 해의 투표에서 과반의 득표수를 얻어, 명예의 전당에 헌액된 사람                  |
|  | 이 해의 투표에서 득표수가 미달되었으나, 이후의 투표에서 명예의 전당에 헌액된 사람 |

| 이름              | 득표수 | %    |
| ----------------- | ------ | ---- |
| 루 게릭           |        |      |
| 조지 시슬러       | 235    | 85.8 |
| 에디 콜린스       | 213    | 77.7 |
| 윌리 킬러         | 207    | 75.5 |
| 루브 워델         | 179    | 65.3 |
| 로저스 혼즈비     | 176    | 64.2 |
| 프랭크 챈스       | 158    | 57.7 |
| 에드 델라한티     | 145    | 52.9 |
| 에드 월시         | 132    | 48.2 |
| 조니 에버스       | 107    | 39.1 |
| 밀러 허긴스       | 97     | 35.4 |
| 래빗 매런빌       | 82     | 29.9 |
| 지미 콜린스       | 72     | 26.3 |
| 로저 브레스나한   | 67     | 24.5 |
| 프레드 클라크     | 59     | 21.5 |
| 모데카이 브라운   | 54     | 19.7 |
| 윌버트 로빈슨     | 46     | 16.8 |
| 치프 벤더         | 40     | 14.6 |
| 허브 페녹         | 40     | 14.6 |
| 레이 샬크         | 35     | 12.8 |
| 휴 더피           | 34     | 12.4 |
| 로스 영스         | 34     | 12.4 |
| 휴이 제닝스       | 33     | 12.0 |
| 조 맥기니티       | 32     | 11.7 |
| 프랭크 베이커     | 30     | 10.9 |
| 미키 코크런       | 28     | 10.2 |
| 애디 조스         | 28     | 10.2 |
| 에디 플랭크       | 28     | 10.2 |
| 프랭키 프리시     | 26     | 9.5  |
| 클라크 그리피스   | 20     | 7.3  |
| 빌 테리           | 16     | 5.8  |
| 대지 밴스         | 15     | 5.5  |
| 조니 클링         | 14     | 5.1  |
| 냅 러커           | 13     | 4.7  |
| 조 팅커           | 12     | 4.4  |
| 베이브 아담스     | 11     | 4.0  |
| 파이 트레이너     | 10     | 3.6  |
| 해리 헤일먼       | 8      | 2.9  |
| 에드 라우시       | 8      | 2.9  |
| 맥스 캐리         | 7      | 2.6  |
| 빌 디닌           | 7      | 2.6  |
| 키드 니컬스       | 7      | 2.6  |
| 닉 알트로크       | 6      | 2.2  |
| 잭 체스브로       | 6      | 2.2  |
| 샘 크로퍼드       | 6      | 2.2  |
| 더피 루이스       | 6      | 2.2  |
| 에이머스 루시     | 6      | 2.2  |
| 케이시 스텡걸     | 6      | 2.2  |
| 마이크 던린       | 5      | 1.8  |
| 해리 후퍼         | 5      | 1.8  |
| 디키 커           | 5      | 1.8  |
| 보비 월러스       | 5      | 1.8  |
| 행크 고디         | 4      | 1.5  |
| 루브 마쿼드       | 4      | 1.5  |
| 스터피 매키니스   | 4      | 1.5  |
| 잭 위트           | 4      | 1.5  |
| 지미 아처         | 3      | 1.1  |
| 얼 콤즈           | 3      | 1.1  |
| 레드 페이버       | 3      | 1.1  |
| 조 매카시         | 3      | 1.1  |
| 프레드 테니       | 3      | 1.1  |
| 도니 부시         | 2      | 0.7  |
| 빌 캐리건         | 2      | 0.7  |
| 가비 크라바스     | 2      | 0.7  |
| 루 크리거         | 2      | 0.7  |
| 와일드 빌 도노번  | 2      | 0.7  |
| 벅 유잉           | 2      | 0.7  |
| 에디 그란트       | 2      | 0.7  |
| 한스 로버트       | 2      | 0.7  |
| 셰리 마기         | 2      | 0.7  |
| 오세 슈레켄고스트 | 2      | 0.7  |
| 스모키 조 우드    | 2      | 0.7  |
| 데이브 밴크로프트 | 1      | 0.4  |
| 잭 배리           | 1      | 0.4  |
| 마티 베르겐       | 1      | 0.4  |
| 빌 브래들리       | 1      | 0.4  |
| 조지 번스         | 1      | 0.4  |
| 윌버 쿠퍼         | 1      | 0.4  |
| 레이브 크로스     | 1      | 0.4  |
| 제이크 다우버트   | 1      | 0.4  |
| 래리 도일         | 1      | 0.4  |
| 아트 플래처       | 1      | 0.4  |
| 치크 프레이저     | 1      | 0.4  |
| 키드 글래슨       | 1      | 0.4  |
| 벌리 그라임스     | 1      | 0.4  |
| 찰리 그림         | 1      | 0.4  |
| 누들스 한         | 1      | 0.4  |
| 제시 헤인스       | 1      | 0.4  |
| 버키 해리스       | 1      | 0.4  |
| 웨이트 호이트     | 1      | 0.4  |
| 찰리 어윈         | 1      | 0.4  |
| 샘 존스           | 1      | 0.4  |
| 조 켈리           | 1      | 0.4  |
| 오토 크나버       | 1      | 0.4  |
| 토미 리치         | 1      | 0.4  |
| 허먼 롱           | 1      | 0.4  |
| 돌프 루케         | 1      | 0.4  |
| 팻 모란           | 1      | 0.4  |
| 아트 네프         | 1      | 0.4  |
| 허브 퍼듀         | 1      | 0.4  |
| 디컨 필립         | 1      | 0.4  |
| 앨 샤흐트         | 1      | 0.4  |
| 에버렛 스콧       | 1      | 0.4  |
| 어반 샤커         | 1      | 0.4  |
| 제이크 슈탈       | 1      | 0.4  |
| 해리 스타인펠트   | 1      | 0.4  |
| 해크 윌슨         | 1      | 0.4  |